# Vila de Rei
Vila de Rei is een gemeente in het Portugese district Castelo Branco.
De gemeente heeft een totale oppervlakte van 191 km² en telde 3354 inwoners in 2001.

## Plaatsen in de gemeente
- Fundada
- São João do Peso
- Vila de Rei